# Ghiroda
Ghiroda (in ungherese Győröd, in tedesco Giroda o Kiroda) è un comune della Romania di 5004 abitanti, ubicato nel distretto di Timiș, nella regione storica del Banato. 
Il comune è formato dall'unione di 2 villaggi: Ghiroda e Giarmata-Vii.